# Sankhaburi (huyện)
Sankhaburi (tiếng Thái: สรรคบุรี) là một huyện (amphoe) ở phía nam thuộc tỉnh Chainat, miền trung Thái Lan.

## Địa lý
Các huyện giáp ranh (từ phía tây theo chiều kim đồng hồ): Hankha, Mueang Chainat, Sapphaya thuộc tỉnh Chainat, In Buri, Bang Rachan thuộc tỉnh Sing Buri, Doem Bang Nang Buat thuộc tỉnh Suphanburi.

## Hành chính
Huyện này được chia thành 8 phó huyện (tambon), các đơn vị này lại được chia thành 92 làng (muban). Phraek Si Racha là một thị trấn (thesaban tambon) which nằm trên một phần của tambon Phraek Si Racha. Ngoài ra có 8 tổ chức hành chính tambon (TAO).
| Số TT | Tên                 | Tên tiếng Thái | Số làng | Dân số |  |
| ----- | ------------------- | -------------- | ------- | ------ |  |
| 1.    | Phraek Si Racha     | แพรกศรีราชา     | 16      | 15.923 |  |
| 2.    | Thiang Thae         | เที่ยงแท้         | 10      | 6.379  |  |
| 3.    | Huai Krot           | ห้วยกรด         | 9       | 9.389  |  |
| 4.    | Pho Ngam            | โพงาม          | 13      | 7.977  |  |
| 5.    | Bang Khut           | บางขุด          | 12      | 7.760  |  |
| 6.    | Dong Khon           | ดงคอน          | 16      | 12.313 |  |
| 7.    | Don Kam             | ดอนกำ          | 8       | 2.998  |  |
| 8.    | Huai Krot Phatthana | ห้วยกรดพัฒนา     | 8       | 5.666  |  |